# Ринаудо, Леандро
Леандро Ринаудо (итал. Leandro Rinaudo; 9 мая 1983, Палермо) — итальянский футболист, центральный защитник.

## Карьера
Леандро Ринаудо — воспитанник клуба «Палермо». Он начал выступления на профессиональном уровне в другой команде, «Варезе», куда перешёл на правах аренды. Там футболист сыграл в 7 матчах. В следующем сезоне Ринаудо вновь был отдан в аренду, в клуб «Салернитана», где сыграл 25 матчей. В следующем сезоне он выступал за «Чезену», куда перешёл 26 августа 2004 года. За этот клуб Леандро провёл 37 матчей и забил 1 мяч.
В сезоне 2005/06 Ринаудо впервые выступал в родном «Палермо», в составе которого дебютировал в Кубке УЕФА, где провёл два матча и сделал «дубль» в игре с «Брондбю». В следующем сезоне Леандро был арендован «Сиеной». В этом клубе он провёл 27 матчей и забил 1 гол, поразив ворота владельца своего контракта, клуба «Палермо». Летом 2007 года Ринаудо вернулся в стан «росанеро», несмотря на интерес украинского «Шахтёра», предложившего 2,5 млн евро за переход футболиста, и взял номер в клубе номер 77, в честь бабушки, умершей в этом возрасте.
4 июня 2008 года Ринаудо перешёл в «Наполи», которая заплатила за трансфер защитника 5,5 млн евро. Контракт был подписан на 5 лет с ежегодной заработной платой в 800 тыс. евро. 28 августа того же года он забил первый мяч за клуб, поразив ворота «Влазнии» в Кубке УЕФА. Всего в своём первом сезоне в составе «азурри» Ринаудо провёл 22 матча и забил 2 гола. В ноябре 2009 года Ринаудо был дисквалифицирован на 3 игры за то, что в матче с «Лацио» ударил Хулио Круса, который в пылу борьбы укусил Леандро за запастье. 7 марта 2010 года Ринаудо забил первый мяч в серии А за «Наполи», отличившись в игре с «Болоньей»; этот матч его команда проиграла 1:2. Во втором сезоне в Неаполе Ринаудо сыграл в 22 матчах и забил 1 гол.
31 августа 2010 года игрок перешёл в «Ювентус» на правах годичной аренды с правом выкупа контракта игрока за 5 млн евро. После своего перехода футболист сказал:

Это был неожиданный сюрприз. Я не думал, что получу такой шанс. Теперь я сгораю от нетерпения: очень хочется начать тренировки в составе «Ювентуса». Главный тренер Луиджи Дельнери хорошо знает меня по совместной работе в «Палермо», причём он знаком не только с моими игровыми, но и личными качествами. Он знает, что я трудолюбив. Я работаю и помалкиваю.

26 сентября Ринаудо дебютировал в составе «Юве» в матче чемпионата Италии с клубом «Кальяри», в котором «бьянконери» победили 4:2. 6 октября он был прооперирован из-за необходимости удаления межпозвоночной грыжи. Период восстановления защитника составил 3 месяца.
10 января 2012 года перешёл в «Новару» на правах полугодовой аренды.